# Kanadas provinser och territorier

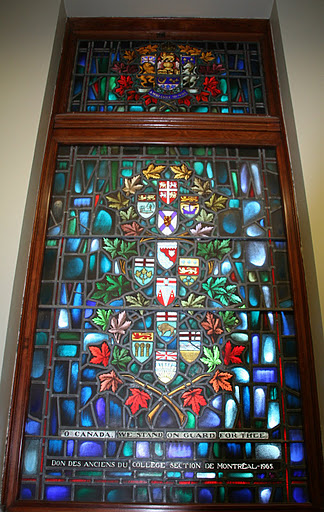
"O Canada we stand on guard for thee" vid Royal Military College of Canada visar alla de kanadensiska provinserna och territoriernas vapensköldar.

Kanadas provinser och territorier utgör tillsammans världens näst största land efter yta. År 1867 gick tre  provinser i dåvarande Brittiska Nordamerika – New Brunswick, Nova Scotia och Provinsen Kanada (som sedan Kanadas bildande utgör Ontario och Québec) – ihop för att bilda en ny nation. Sedan dess har Kanadas yttre gränser ändrats ett antal gånger och landets områden har utökats från de ursprungliga fyra provinserna till att bestå av tio provinser och tre territorier. De tio provinserna är Alberta, British Columbia, Manitoba, New Brunswick, Newfoundland och Labrador, Nova Scotia, Ontario, Prince Edward Island, Québec och Saskatchewan. De tre territorierna är Northwest Territories, Nunavut och Yukon.
Den största skillnaden mellan en kanadensisk provins och ett territorium är att provinserna erhåller sitt politiska inflytande från Constitution Act, 1867 (tidigare kallad British North America Act, 1867), medan territoriernas respektive regeringar får sina politiska privilegier utdelade av Kanadas regering.

## Provinser
| Flagga | Vapen  | Provins                   | Förkortning | Huvudstad     | Största stad (efter folkmängd) | Gick med i förbundet | Befolkning (10 maj 2016) | Area: land (km2) | Area: vatten (km2) | Area: total (km2) | Officiella språk   | Kanadas parlament: Underhusledamöter | Kanadas parlament: Senatorer |
| ------ | ------ | ------------------------- | ----------- | ------------- | ------------------------------ | -------------------- | ------------------------ | ---------------- | ------------------ | ----------------- | ------------------ | ------------------------------------ | ---------------------------- |
|        |        | Ontario                   | ON          | Toronto       | Toronto                        | 1 juli 1867          | 13 448 494               | 917 741          | 158 654            | 1 076 395         | EngelskaA          | 106                                  | 24                           |
|        |        | Québec                    | QC          | Québec        | Montréal                       | 1 juli 1867          | 8 164 361                | 1 356 128        | 185 928            | 1 542 056         | FranskaB           | 75                                   | 24                           |
|        |        | Nova Scotia               | NS          | Halifax       | Halifax                        | 1 juli 1867          | 923 598                  | 53 338           | 1 946              | 55 284            | EngelskaC          | 11                                   | 10                           |
|        |        | New Brunswick             | NB          | Fredericton   | Saint John                     | 1 juli 1867          | 747 101                  | 71 450           | 1 458              | 72 908            | EngelskaD FranskaD | 10                                   | 10                           |
|        |        | Manitoba                  | MB          | Winnipeg      | Winnipeg                       | 15 juli 1870         | 1 278 365                | 553 556          | 94 241             | 647 797           | EngelskaA,E        | 14                                   | 6                            |
|        |        | British Columbia          | BC          | Victoria      | Vancouver                      | 20 juli 1871         | 4 648 055                | 925 186          | 19 549             | 944 735           | EngelskaA          | 36                                   | 6                            |
|        |        | Prince Edward Island      | PE          | Charlottetown | Charlottetown                  | 1 juli 1873          | 142 907                  | 5 660            | 0                  | 5 660             | EngelskaA          | 4                                    | 4                            |
|        |        | Saskatchewan              | SK          | Regina        | Saskatoon                      | 1 september 1905     | 1 098 352                | 591 670          | 59 366             | 651 036           | EngelskaA          | 14                                   | 6                            |
|        |        | Alberta                   | AB          | Edmonton      | Calgary                        | 1 september 1905     | 4 067 175                | 642 317          | 19 531             | 661 848           | EngelskaA          | 28                                   | 6                            |
|        |        | Newfoundland och Labrador | NL          | St. John's    | St. John's                     | 31 mars 1949         | 519 716                  | 373 872          | 31 340             | 405 212           | EngelskaA          | 7                                    | 6                            |
| Totalt | Totalt | Totalt                    | Totalt      | Totalt        | Totalt                         | Totalt               | 35 151 728               | 5 490 918        | 572 013            | 6 062 931         | —                  | 305                                  | 102                          |

Noteringar:
A.^  De facto; franska har begränsad konstitutionell status.
B.^  Engelska har begränsad konstitutionell status.
C.^  Nova Scotia har väldigt få flerspråkiga stadgar (tre på engelska och franska, samt en på engelska och polska), vissa regeringsorgan har lagstiftat namn på både engelska och franska.
D.^  Sektion sexton i Canadian Charter of Rights and Freedoms.
E.^  Manitoba Act.

### Provinsernas regeringssäten

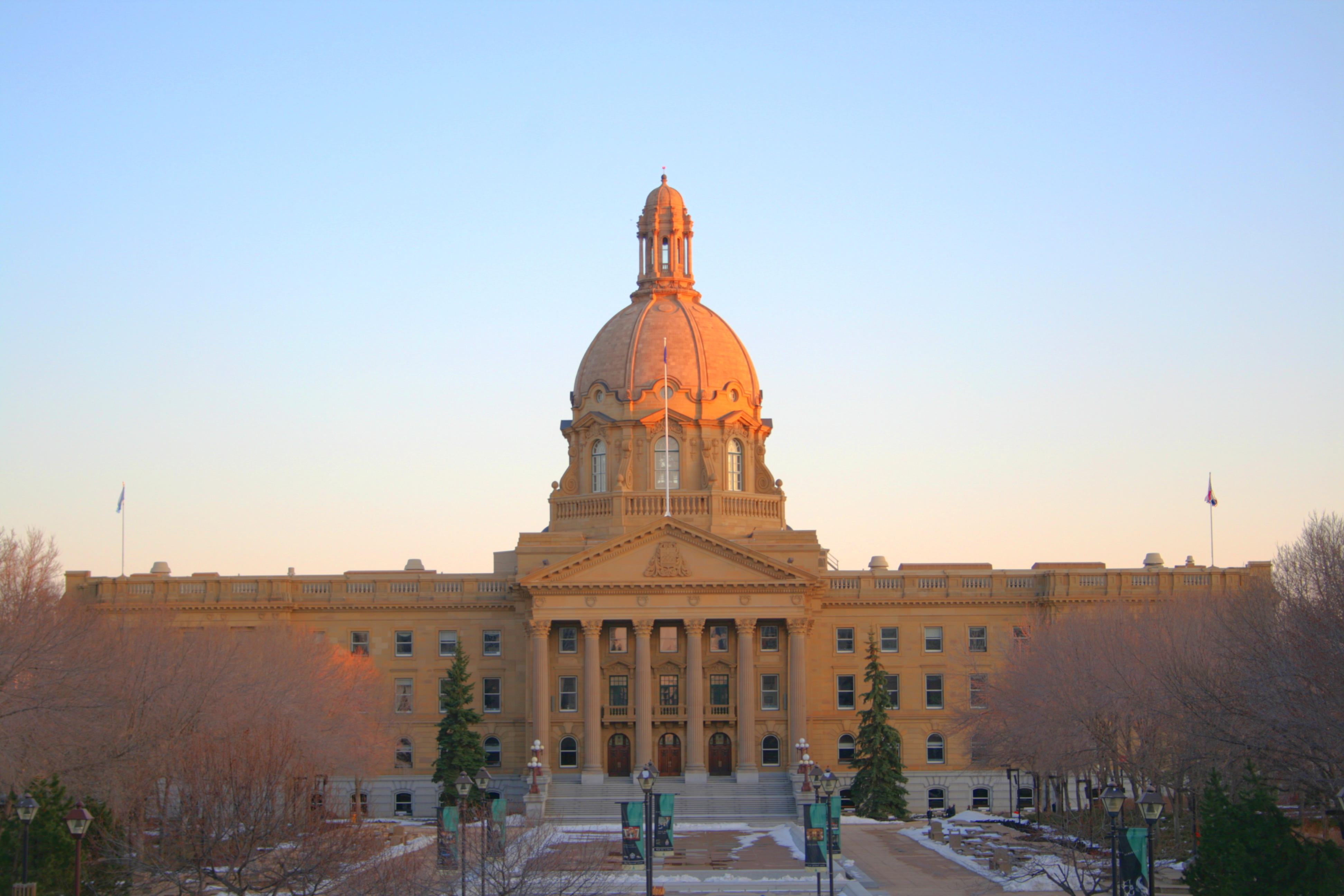
Alberta
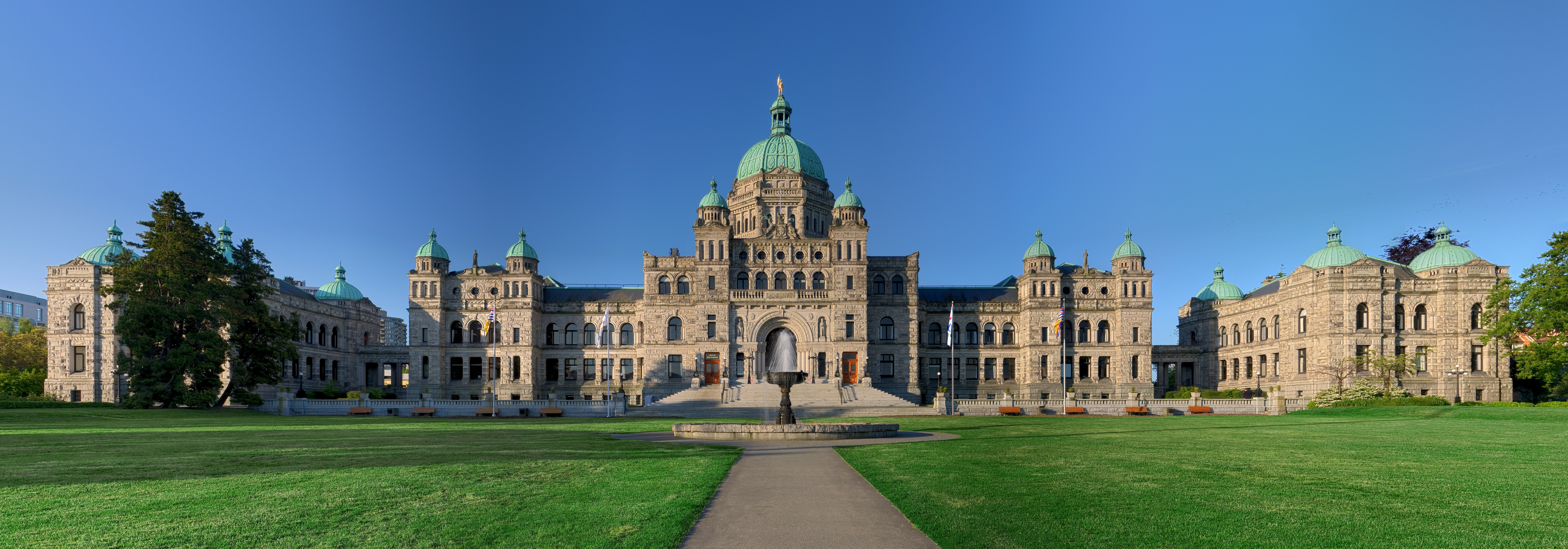
British Columbia
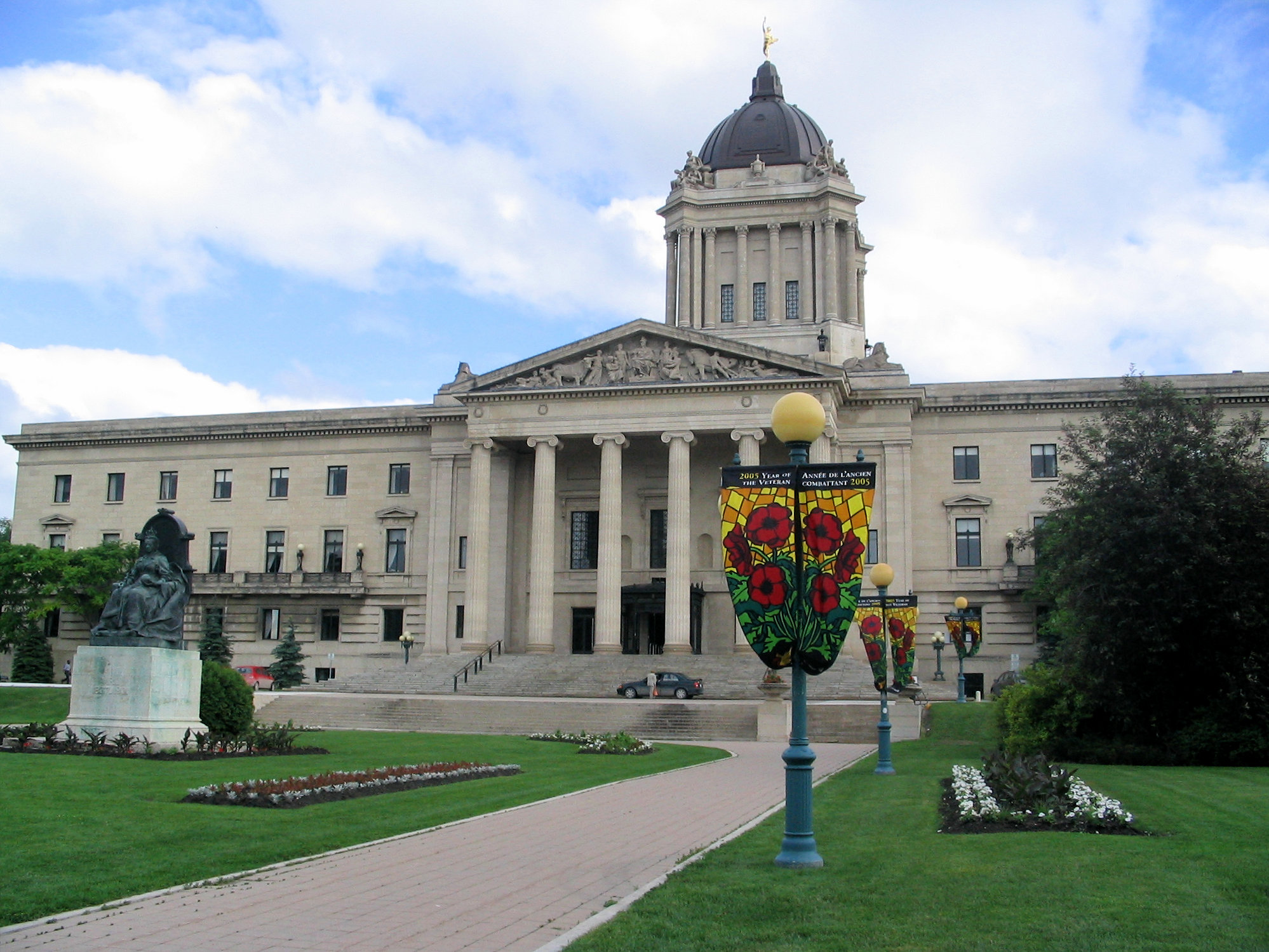
Manitoba
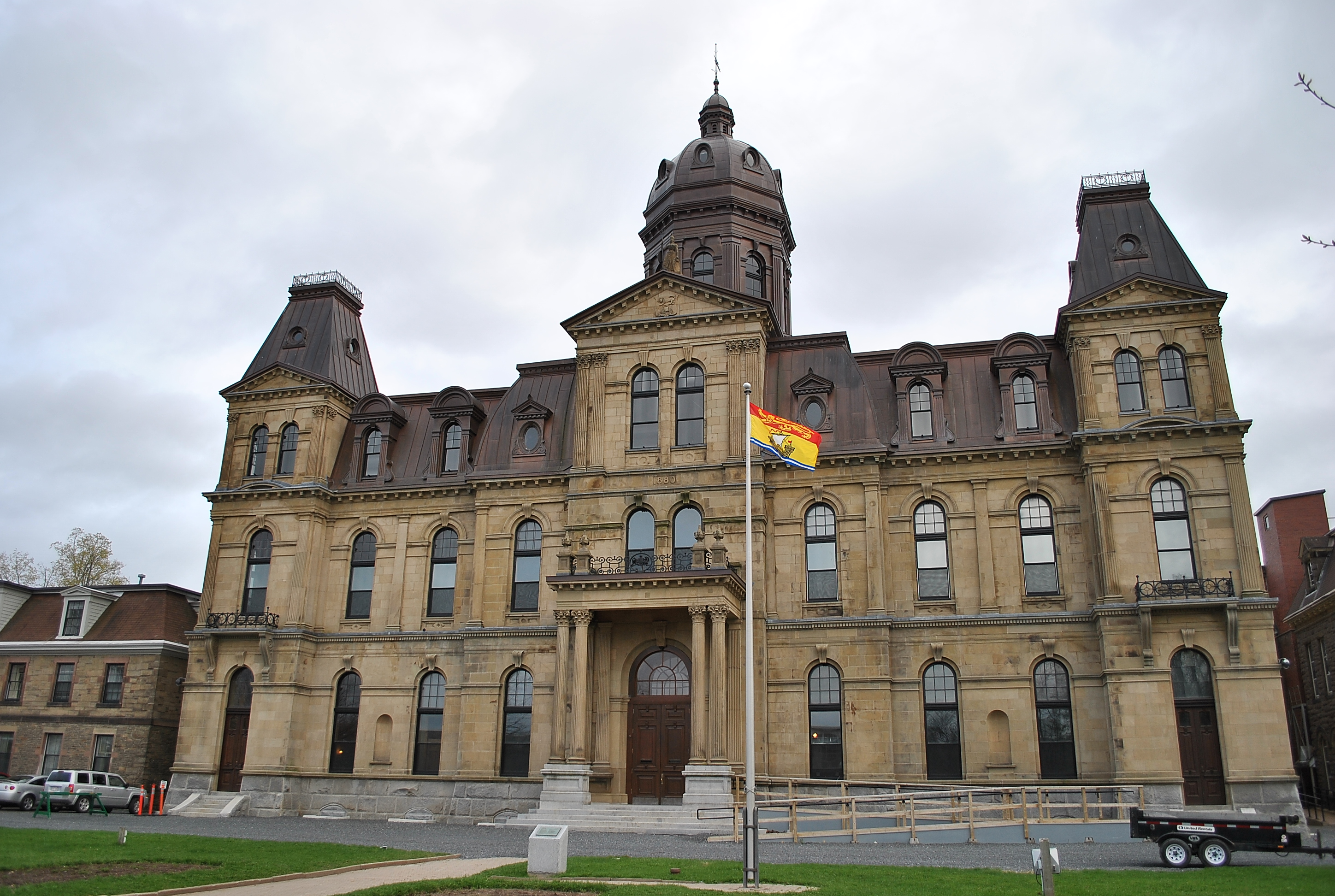
New Brunswick
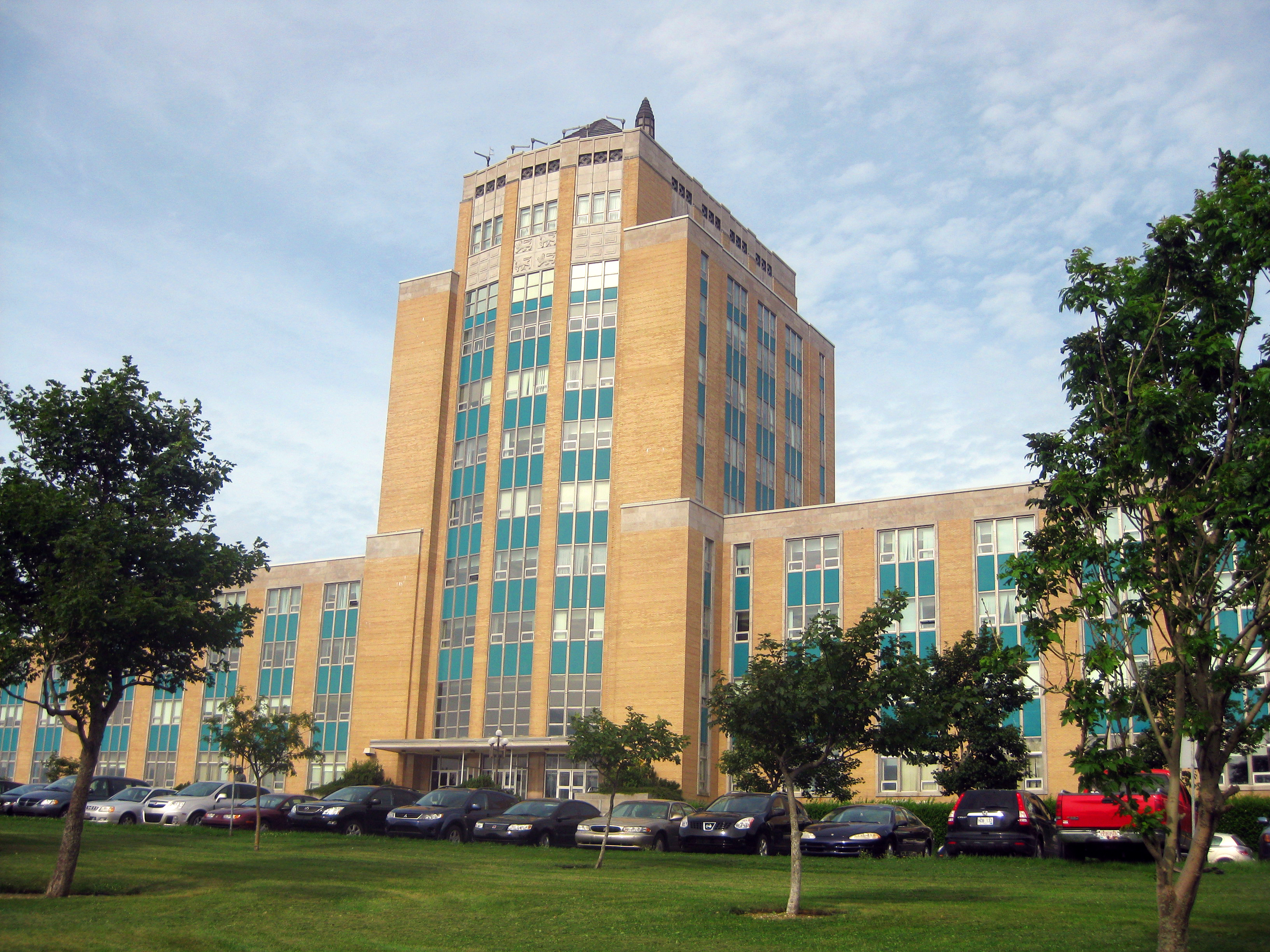
Newfoundland och Labrador
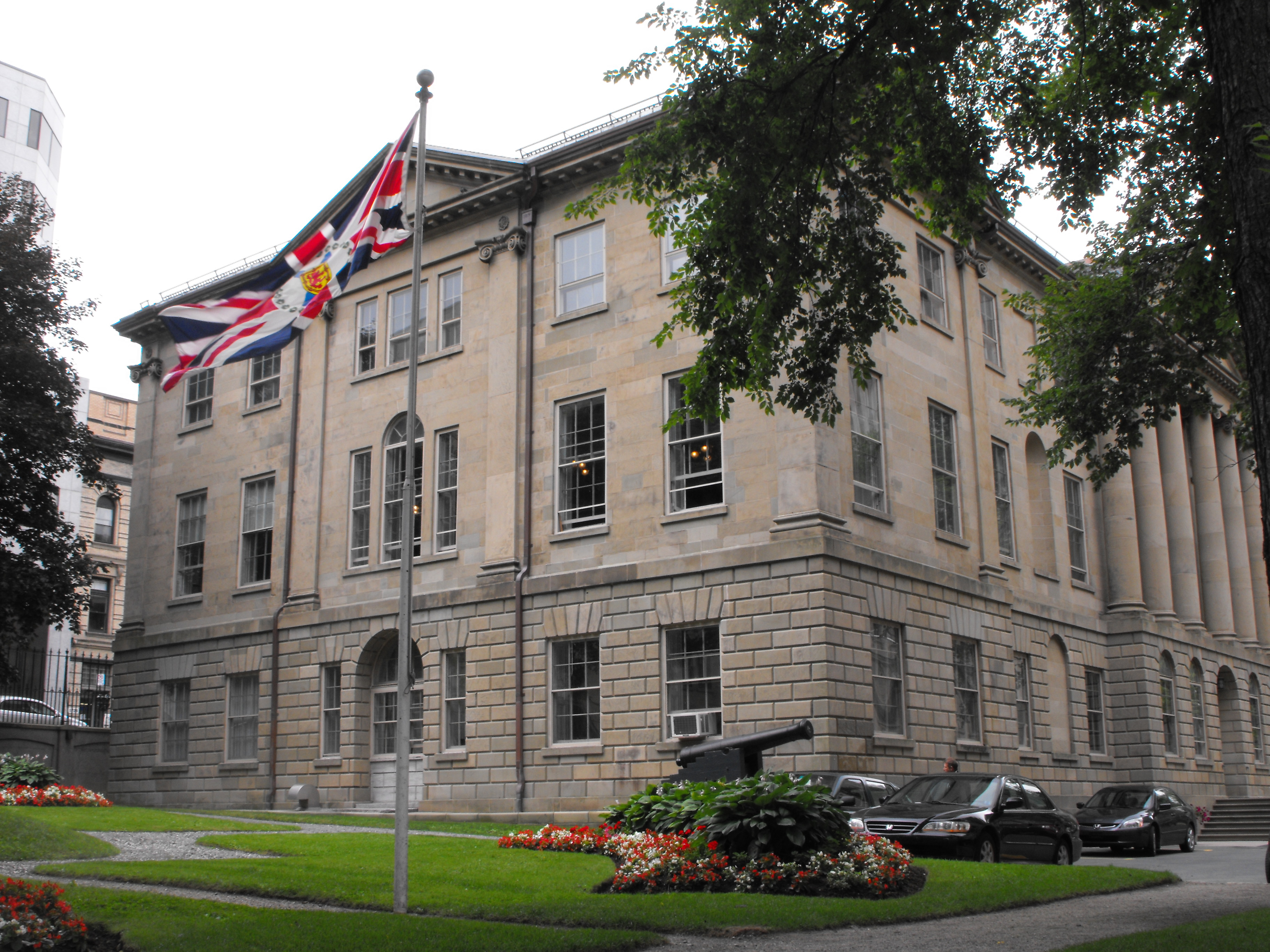
Nova Scotia
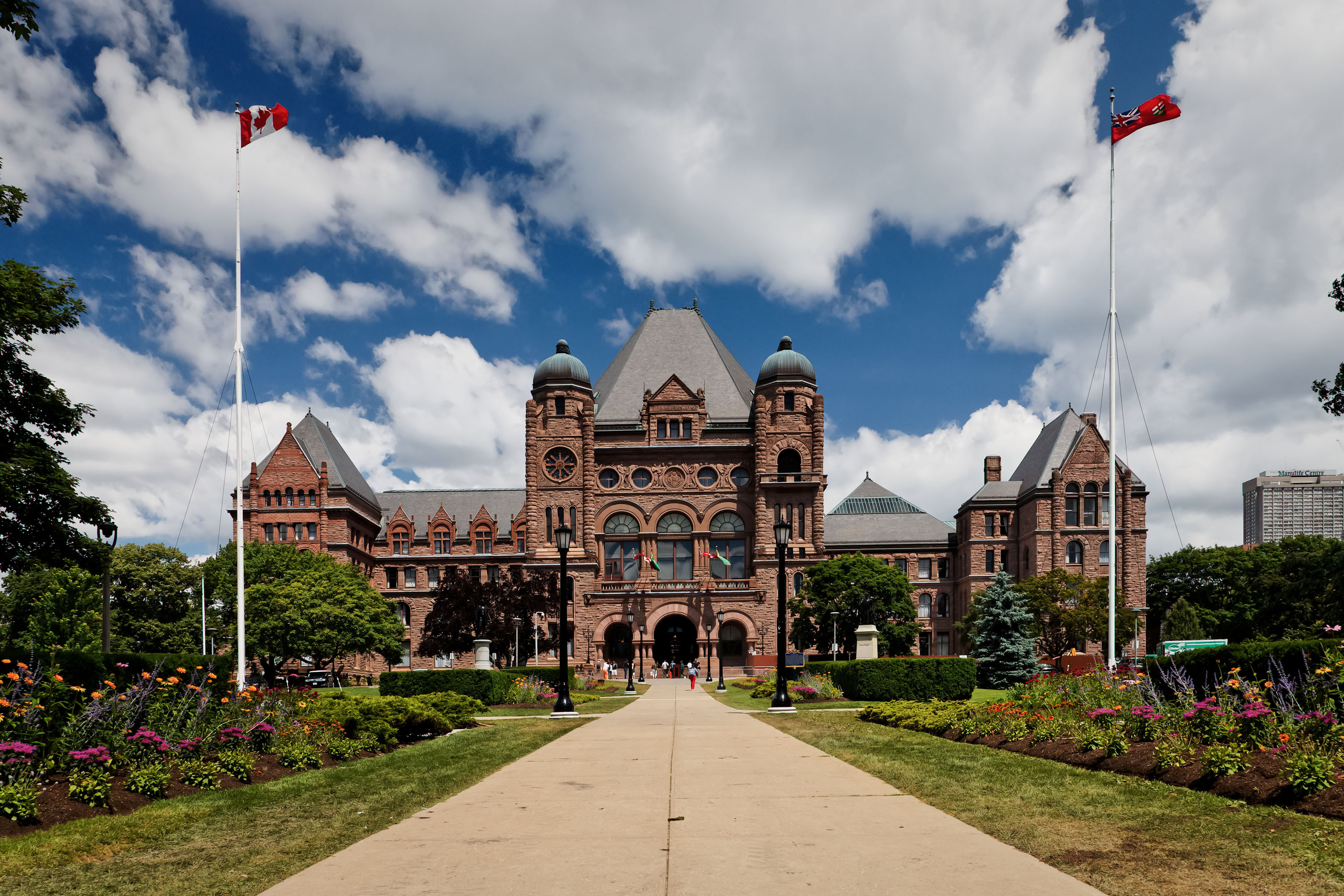
Ontario
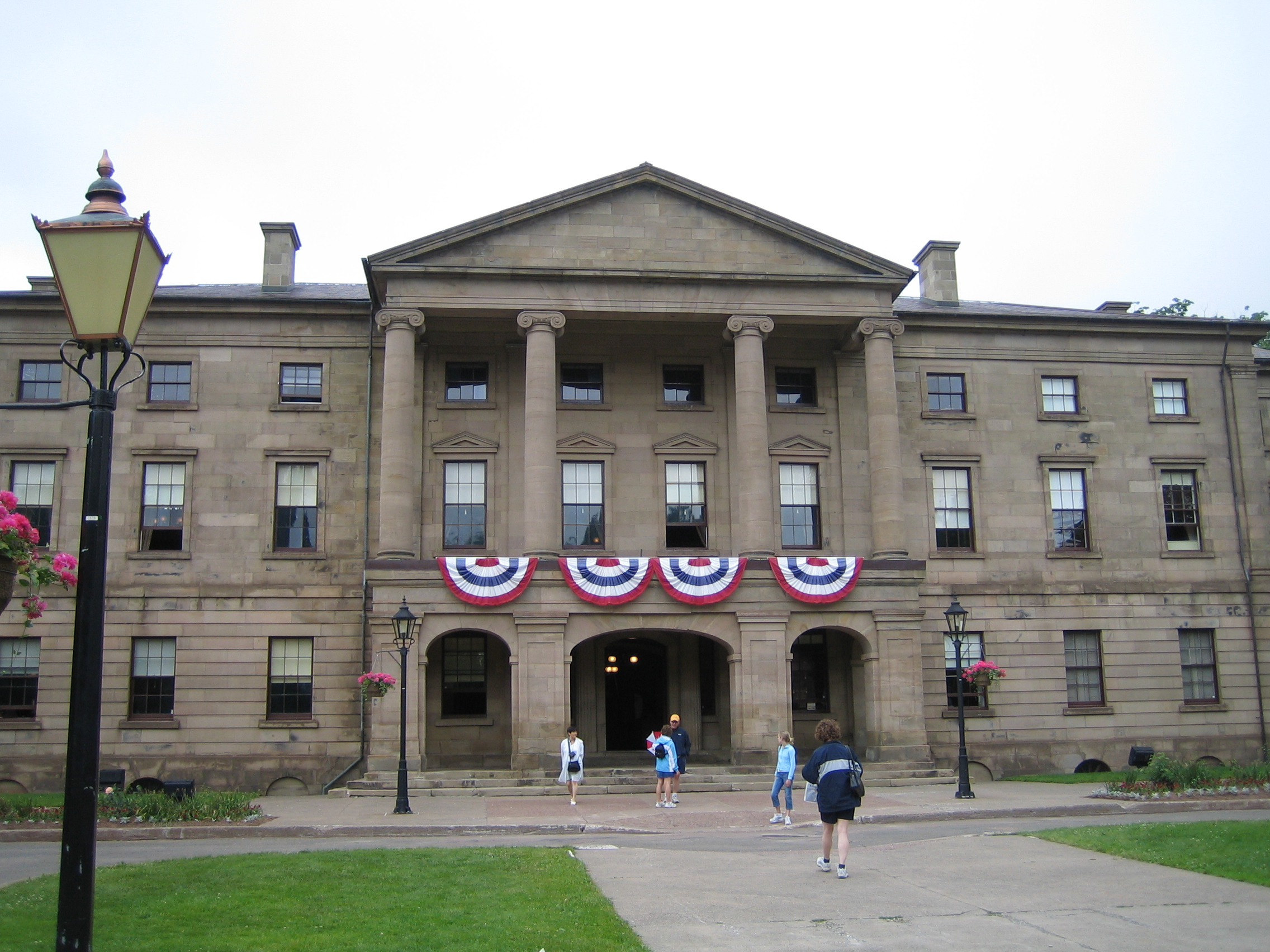
Prince Edward Island
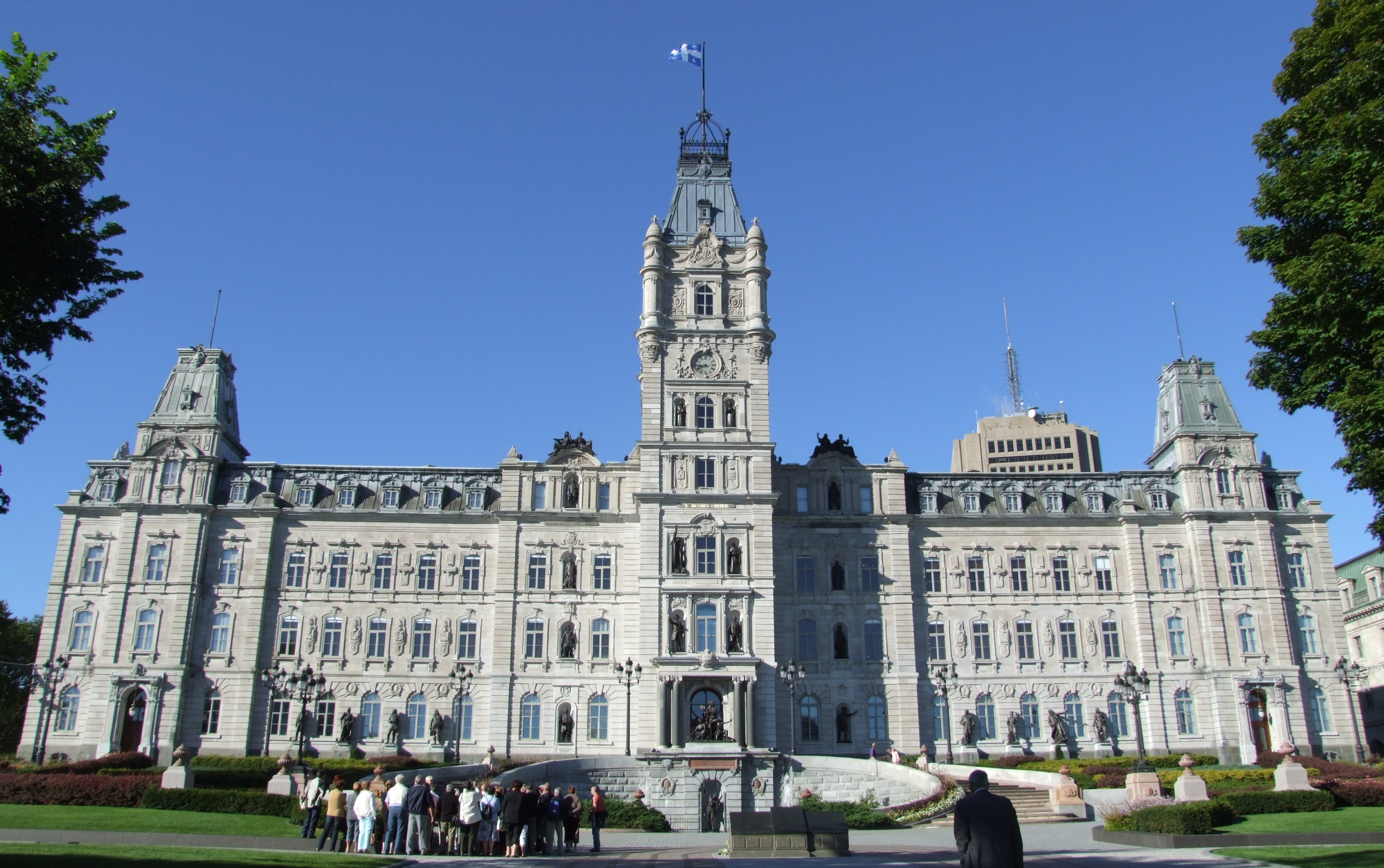
Québec
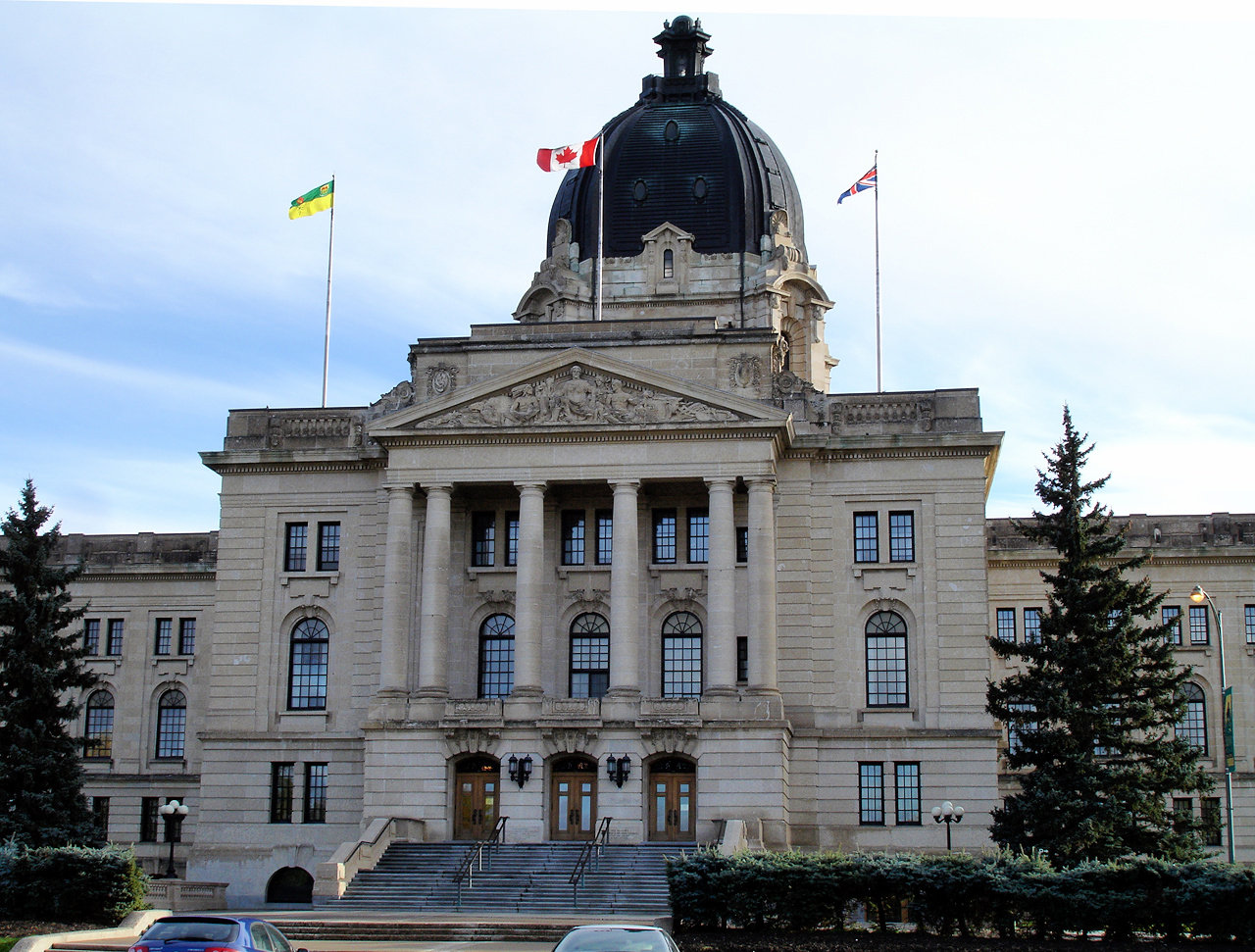
Saskatchewan

## Territorier
Kanada har tre territorier. Till skillnad från provinserna har territorierna inte någon inhemsk jurisdiktion, utan kan endast utföra den politiska makt som tilldelats av den kanadensiska regeringen.
| Flagga | Vapen  | Territorium           | Förkortning | Huvudstad (och största stad) | Gick med i förbundet | Befolkning (10 maj 2016) | Area: land (km2) | Area: vatten (km2) | Area: total (km2) | Officiella språk                                                                                                   | Kanadas parlament: Underhusledamöter | Kanadas parlament: Senatorer |
| ------ | ------ | --------------------- | ----------- | ---------------------------- | -------------------- | ------------------------ | ---------------- | ------------------ | ----------------- | --- | ------------------------------------ | ---------------------------- |
|        |        | Northwest Territories | NT          | Yellowknife                  | 15 juli 1870         | 41 786                   | 1 183 085        | 163 021            | 1 346 106         | Chipewyan, cree, engelska, franska, gwich’in, inuinnaqtun, inuktitut, inuvialuktun, north och south slavey, tłįchǫ | 1                                    | 1                            |
|        |        | Yukon                 | YT          | Whitehorse                   | 13 juni 1898         | 35 874                   | 474 391          | 8 052              | 482 443           | Engelska Franska                                                                                                   | 1                                    | 1                            |
|        |        | Nunavut               | NU          | Iqaluit                      | 1 april 1999         | 35 944                   | 1 936 113        | 157 077            | 2 093 190         | Inuinnaqtun, inuktitut, engelska, franska                                                                          | 1                                    | 1                            |
| Totalt | Totalt | Totalt                | Totalt      | Totalt                       | Totalt               | 119 100                  | 3 593 589        | 328 150            | 3 921 739         | — | 3                                    | 3                            |

### Territoriernas regeringssäten

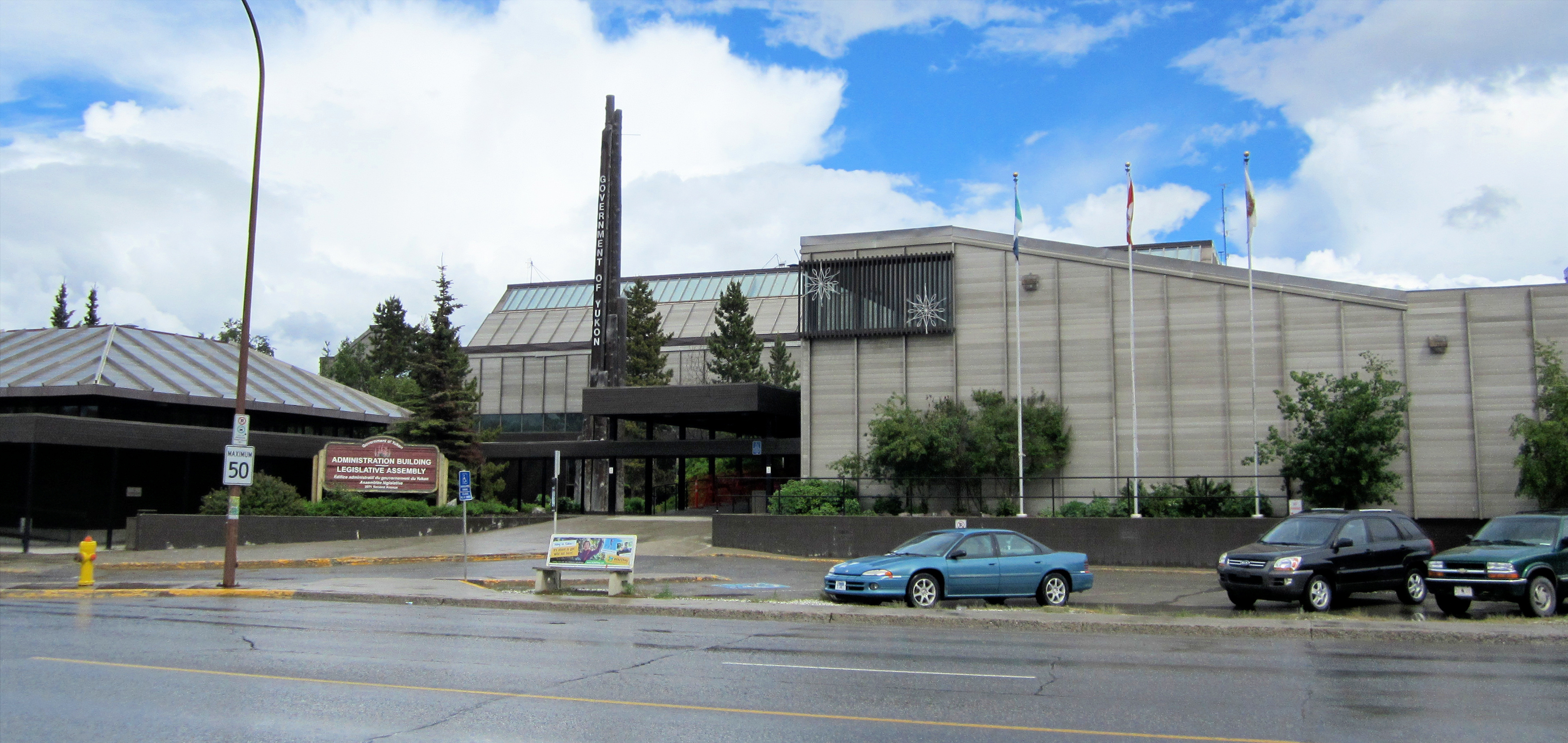
Yukon
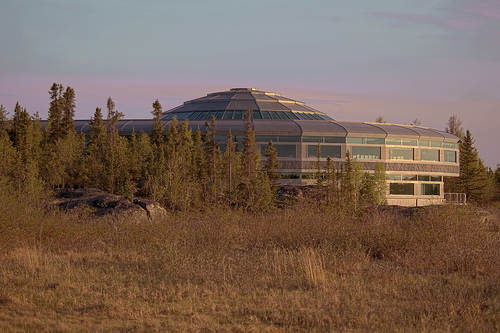
Northwest Territories
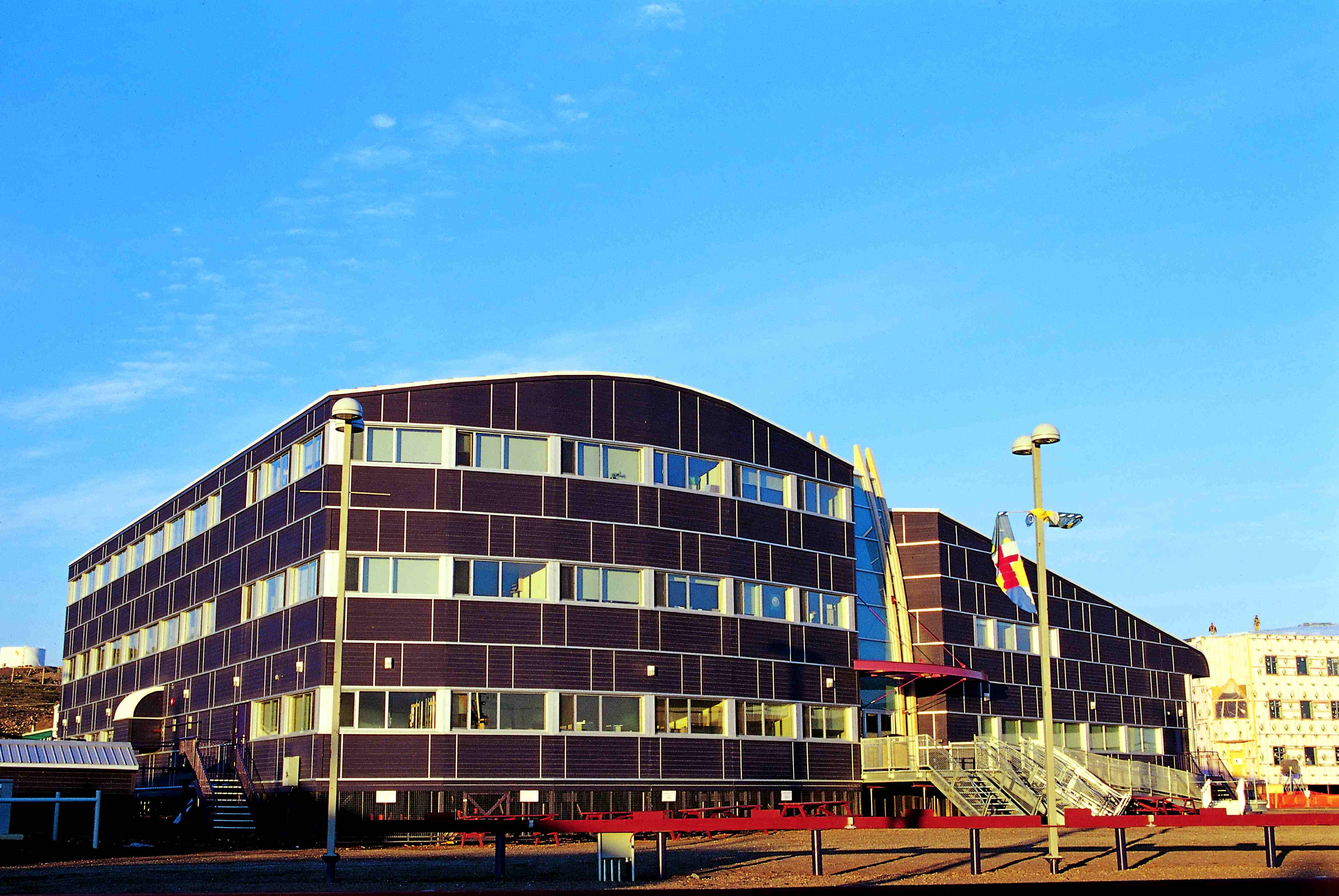
Nunavut